# National League (England)
Die National League (aufgrund eines Namenssponsorings auch: Enterprise National League) ist die oberste der National-League-Spielklassen. Sie ist zudem die höchste Liga innerhalb des National-League-Systems und die fünfthöchste Liga im englischen Fußball insgesamt.

## Geschichte
Die Liga wurde im Jahr 1979 als Zusammenschluss von Vereinen der Northern Premier League und der Southern League unter der Bezeichnung Alliance Premier League gegründet. Dies stellte den ersten Versuch dar, eine nationale Liga unterhalb der Football League zu installieren und führte zu einer deutlichen qualitativen Verbesserung des Fußballs in den unteren Spielklassen und der finanziellen Situation der Spitzenvereine im Amateurfußball. Eine weitere Folge war, dass die Football League ab dem Jahr 1986 eine automatische Auf- und Abstiegsregelung zwischen der Conference (wie sie heute in der Kurzform genannt wird) und der untersten Spielklasse im Profifußball akzeptierte (damals die Fourth Division).
Ab der Saison 2002/03 wurde der Liga ein zweiter Aufstiegsplatz zugesprochen, der in einem Play-off-Modus zwischen den Vereinen ausgespielt wird, die am Ende einer Saison in der Abschlusstabelle auf einer Position zwischen dem zweiten und fünften Platz stehen. Vor der automatischen Aufstiegsregelung konnte der Liga ein Aufstiegsplatz vorenthalten werden, wenn der Meister nicht über die wirtschaftlichen Voraussetzungen für den Profifußball verfügte. Danach wurde dieser Platz an den jeweils nächstplatzierten Verein weitergeleitet, der dies erfüllen konnte.
In der Saison 2004/05 wurde die Football Conference um zwei weitere unterklassige Ligen, die Conference North und Conference South, erweitert. Die letzten drei Vereine aus der Conference National steigen am Ende der Saison entweder in die Nord- oder Südstaffel ab, je nach regionaler Lage.
Nach Ablauf der Saison 2005/06 wurde die Conference National um zwei auf 24 Vereine erweitert. Einmalig mussten nur zwei Klubs absteigen, und vier Aufsteiger aus  North und South kamen hinzu. Regulär steigen seit der Saison 2006/07 vier Vereine ab, und weiterhin kommen vier Aufsteiger aus den unteren Ligen hinzu.
Im Jahr 2013 wurde ein Sponsoring mit dem Onlinezahlungsdienstleister Skrill abgeschlossen. Daraufhin trug die Liga den Namen The Skrill Premier. Diese Zusammenarbeit dauerte aber nur ein Jahr, bis das ganze Football Conference Sponsoring vom Leasingmakler Vanarama erhielt.
Zur Saison 2015/16 wurde die Conference Premier in National League umbenannt. Zur Saison 2025/26 übernahm Enterprise Rent-a-car die Namensrechte an der Liga.

## Mannschaften in der Saison 2025/26
- Aldershot Town
- FC Altrincham
- FC Boreham Wood
- Boston United
- Brackley Town
- Braintree Town
- Carlisle United
- FC Eastleigh
- Forest Green Rovers
- FC Gateshead
- FC Halifax Town
- Hartlepool United
- FC Morecambe
- AFC Rochdale
- Scunthorpe United
- Solihull Moors
- Southend United
- Sutton United
- FC Tamworth
- Truro City
- FC Wealdstone
- FC Woking
- Yeovil Town
- York City

## Gewinner der National League
| Saison | Meister                 | Playoff-Sieger       |
| --- | ----------------------- | -------------------- |
| 1979/80 | FC Altrincham           |                      |
| 1980/81 | FC Altrincham           |                      |
| 1981/82 | FC Runcorn              |                      |
| 1982/83 | FC Enfield              |                      |
| 1983/84 | Maidstone United        |                      |
| 1984/85 | FC Wealdstone           |                      |
| 1985/86 | FC Enfield              |                      |
| 1986/87 | FC Scarborough*         |                      |
| 1987/88 | Lincoln City*           |                      |
| 1988/89 | Maidstone United*       |                      |
| 1989/90 | FC Darlington*          |                      |
| 1990/91 | FC Barnet*              |                      |
| 1991/92 | Colchester United*      |                      |
| 1992/93 | Wycombe Wanderers*      |                      |
| 1993/94 | Kidderminster Harriers  |                      |
| 1994/95 | Macclesfield Town       |                      |
| 1995/96 | Stevenage Borough       |                      |
| 1996/97 | Macclesfield Town*      |                      |
| 1997/98 | Halifax Town*           |                      |
| 1998/99 | Cheltenham Town*        |                      |
| 1999/2000 | Kidderminster Harriers* |                      |
| 2000/01 | Rushden & Diamonds*     |                      |
| 2001/02 | Boston United*          |                      |
| 2002/03 | Yeovil Town*            | Doncaster Rovers*    |
| 2003/04 | Chester City*           | Shrewsbury Town*     |
| 2004/05 | FC Barnet*              | Carlisle United*     |
| 2005/06 | Accrington Stanley*     | Hereford United*     |
| 2006/07 | Dagenham & Redbridge*   | FC Morecambe*        |
| 2007/08 | Aldershot Town*         | Exeter City*         |
| 2008/09 | Burton Albion*          | Torquay United*      |
| 2009/10 | Stevenage Borough*      | Oxford United*       |
| 2010/11 | Crawley Town*           | AFC Wimbledon*       |
| 2011/12 | Fleetwood Town*         | York City*           |
| 2012/13 | Mansfield Town*         | AFC Newport County*  |
| 2013/14 | Luton Town*             | Cambridge United*    |
| 2014/15 | FC Barnet*              | Bristol Rovers*      |
| 2015/16 | Cheltenham Town*        | Grimsby Town*        |
| 2016/17 | Lincoln City*           | Forest Green Rovers* |
| 2017/18 | Macclesfield Town*      | Tranmere Rovers*     |
| 2018/19 | Leyton Orient*          | Salford City*        |
| 2019/20 | AFC Barrow*             | Harrogate Town*      |
| 2020/21 | Sutton United*          | Hartlepool United*   |
| 2021/22 | Stockport County*       | Grimsby Town*        |
| 2022/23 | AFC Wrexham*            | Notts County*        |
| 2023/24 | FC Chesterfield*        | FC Bromley*          |
| 2024/25 | FC Barnet*              | Oldham Athletic*     |
| * Aufstieg in die Football League (Fourth Division bis 1991, Third Division zwischen 1992 und 2003 und Football/EFL League Two seit 2004) |                         |                      |